# Kasteel van Gouda
Het kasteel van Gouda was een laatmiddeleeuws machtscentrum in Gouda, van waaruit het gebied rond de ingang van de Haven werd beheerst.
De Haven is, waarschijnlijk nadat deze iets in westelijke richting was verlegd, de uitmonding van de rivier de Gouwe in de Hollandsche IJssel. Het kasteel lag ten oosten van de huidige Havensluis, met de zuidelijke muren als onderdeel van de stadsmuren, vrijwel tot in het water van de rivier.

## Omschrijving

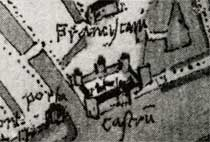
Fragment uit een kloosterkaart van Gouda door Jacob van Deventer vermoedelijk omstreeks 1559

De oudste afbeelding van het kasteel is te zien op de kloosterkaart van Gouda van Jacob van Deventer uit ca 1559, 18 jaar voor de sloop in 1577. Dit wordt als een vrij betrouwbare, zij het summiere afbeelding gezien, daar deze door een goede cartograaf, in dienst van koning Filips II, is vervaardigd met volgens zijn opdracht belangstelling voor het vastleggen van militaire zaken. De vele latere tekeningen zijn in de periode na de sloop vervaardigd en dus niet betrouwbaar. Het kasteel vertoont een rechthoekige aanleg met minstens vijf, maar misschien wel zes of zeven torens. De dikte van de muren van deze torens zijn bij opgravingen vastgesteld op wel 2,70 meter. Op de binnenplaats stonden enige gebouwen. Het kasteel was 20 meter breed en ca. 70 meter lang. Dit was vrij smal maar wel opvallend lang. Latere onderzoeken, zoals opgravingen en elektromagnetisch onderzoek, hebben dit grotendeels bevestigd.
De ligging van het daarna gebouwde en van zware muren voorziene kasteel was strategisch gezien logisch gekozen. Het bewaakte het Tolhuis aan de overzijde van de Haven, die de economisch vitale route van Haarlem en Amsterdam naar Dordrecht en Antwerpen al vanaf 1284 controleerde. Tevens bewaakte het kasteel de oostelijke zijde tegen Utrechtse aanvallen. Uit stedenbouwkundig oogpunt blokkeerde de ligging van het kasteel echter de economische ontwikkeling van de stad aan het IJsselfront.

## Geschiedenis

### Voorloper

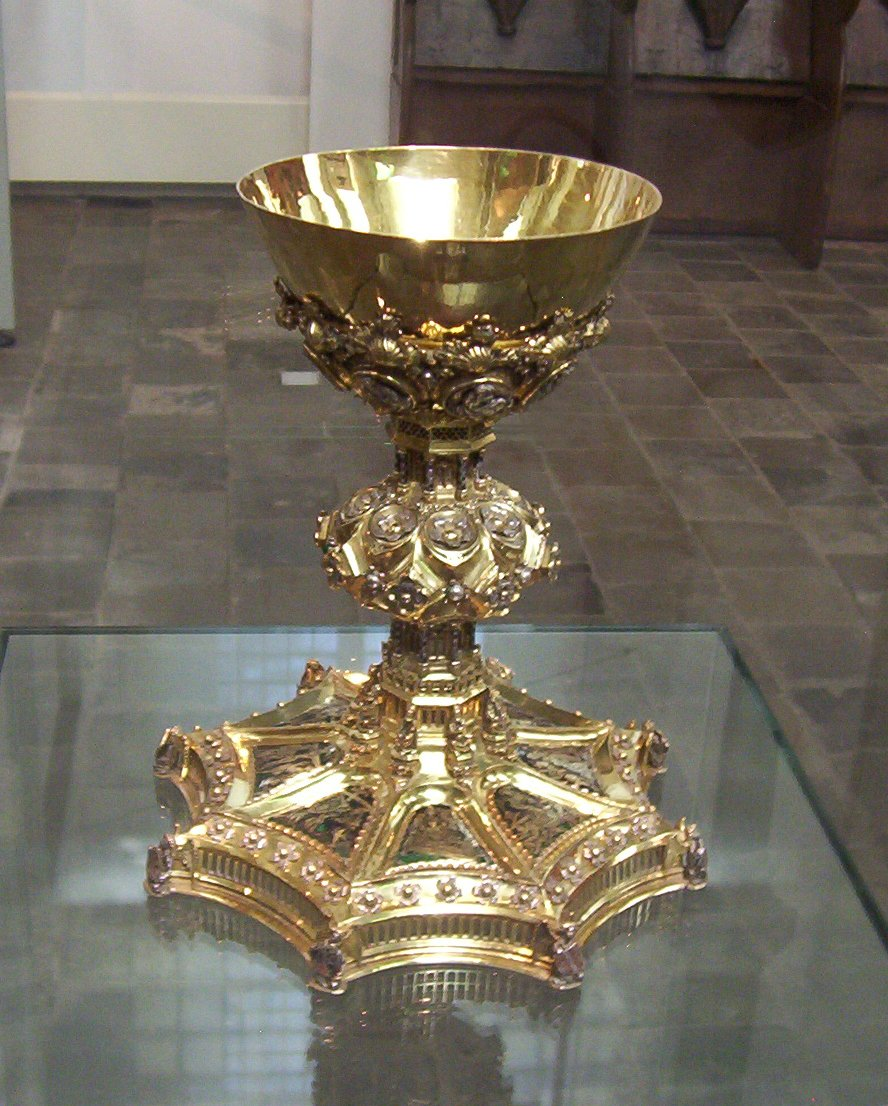
Miskelk, geschonken door Jacoba

Een voorloper van het latere kasteel van Gouda werd in opdracht van de graaf Jan van Blois gebouwd in de jaren 1361 - 1384.
De stad Gouda had al stadsmuren en verdedigingswallen en een 'mottekasteel' gebouwd door de heren Van der Goude en afgebroken voor 1300, waarschijnlijk op last van de graaf van Holland, omdat de Van der Goudes partij hadden getrokken tegen Floris V en mede verantwoordelijk werden geacht voor de moord op hem. Deze 'motte' lag meer in het centrum van de stad, nabij de St. Janskerk. Een 'motte' is een verdedigbare woning, op een kunstmatig opgeworpen heuvel, omgeven door een palissade of een ringmuur en een gracht.

### Vrouwe Jacoba van Beieren
Een bekende jarenlange bewoonster van het kasteel was Jacoba van Beieren (1401 - 1436), die van hieruit tijdens de Hoekse en Kabeljauwse twisten met Hoekse edelen verschillende veldtochten ondernam.
Als dank voor de steun die zij ontving van de Goudse schutters, bij de slag om de Gouwsluis bij Alphen in 1425, schonk zij een gouden miskelk voor het Gildealtaar, die nu is te bezichtigen in Museum Gouda. Op de achtpuntige voet van deze laatgotische miskelk is het wapen van vrouwe Jacoba en het wapen van Gouda afgebeeld.

### Brand en herbouw
De stadsbrand van 1438 (na Jacoba's dood) heeft het kasteel gedeeltelijk in de as gelegd, maar het grondplan is bij de herstelbouw ongewijzigd gebleven. Wel zullen onderdelen ingrijpend zijn gewijzigd en gemoderniseerd.
In 1575 is er op last van Willem van Oranje nog een bolwerk aan toegevoegd.

### Willem II van der Marck Lumey
In 1572 nam de beruchte geuzenaanvoerder Lumey intrek in het kasteel. In zijn opdracht werden twee geestelijken gemarteld en ter dood gebracht. Hun lijken liet hij - ter afschrikking - gedurende acht dagen in de kasteeltuin liggen. Diezelfde Lumey heeft, volgens de Goudse historicus Ignatius Walvis, ook nog in het kasteel van Gouda gevangengezeten, dat - aldus Walvis - "nog nat was van het door hem vergoten priestersbloed". Hij was door de Delftse stadsbestuurders aangeklaagd bij de Staten van Holland vanwege de moord op de Delftse kloostervoogd Cornelis Musius. Lumey zat - voor hij het land werd uitgezet - gevangen in achtereenvolgens Delft, het slot Honingen en het kasteel van Gouda.

### Afbraak

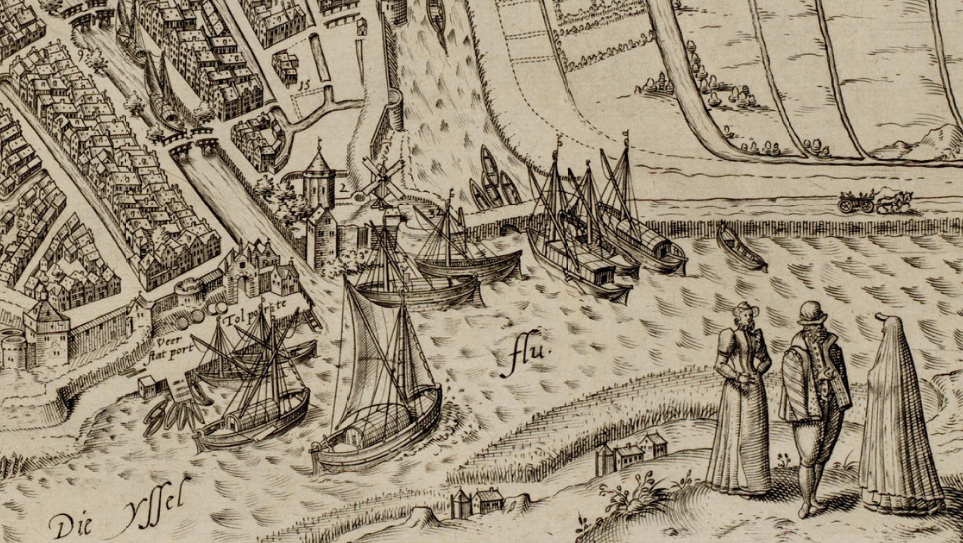
Fragment van een kaart van Gouda uit 1585 bij (2) de restanten van het toen reeds gedeeltelijk afgebroken kasteel

Tijdens de roerige periode in de Tachtigjarige Oorlog rond 1577 heeft het vroedschap van de stad opdracht gegeven tot sloop van het kasteel. Hoewel zij toestemming gevraagd noch verkregen had van de landheer, werd deze voortvarend ter hand genomen. Op 30 oktober 1577 werd begonnen met het deel voor deel afbreken van diverse gebouwen. In 1777 werd de voorlaatste en in 1808 de laatste toren, de Chartertoren, gesloopt.
Op latere stadsplattegronden, van de cartografen Frans Hogenberg en Claes Jansz. Visscher, is de situatie te zien na gedeeltelijke en later gehele sloop. Terwijl alleen de chartertoren en een deel van de muren die onderdeel van de stadsmuren waren nog restte, werd ter hoogte van een voor het kasteel gelegen bolwerk een molen gebouwd. In 1832 werd deze na een brand door een stenen stellingmolen, de huidige molen 't Slot, vervangen.

## Huidige situatie

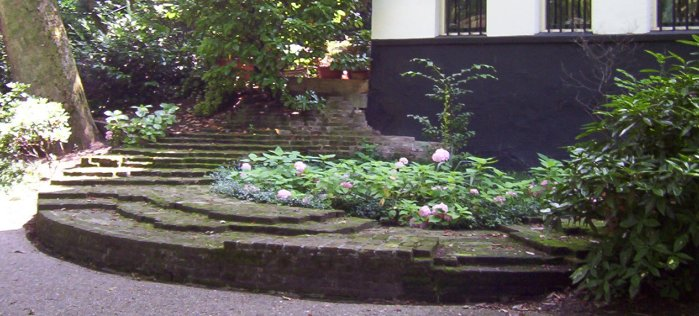
Deel van fundatie van de noordoostelijke toren, in juli 2004 in gebruik als perk

Op de funderingen van het voormalige kasteel staat thans een volmolen uit 1631 met enkele woningen. De nabijgelegen stellingmolen uit 1832 staat buiten het voormalige kasteel. Een deel van de stadsmuur is nog zichtbaar als onderdeel van bebouwing ter plaatse en in het Houtmansplantsoen is de fundatie van de noordoostelijke toren zichtbaar. Het er achter gelegen kasteelterrein is onderdeel van het Houtmansplantsoen. De keldergewelven, die bij de sloop in de grond zijn achtergebleven, bevinden zich onder de bestaande zg. Volmolen en woningen op het adres: Punt nummer 11, 13, en 15. In elk van deze woningen is er toegang tot de gewelven. Het plantsoen was eerder de achtertuin van burgemeester mr. A.A. van Bergen IJzendoorn en werd na zijn dood door hem nagelaten aan de stad Gouda. Het hoektorenfundament van het kasteel is in de jaren dertig van de twintigste eeuw opgemetseld en zichtbaar aan de parkzijde van het woonhuis Punt 15.
In juni 2024 werd bij werkzaamheden aan de havensluis een 14e-eeuwse funderingsmuur gevonden. Vermoed wordt, dat deze deel uitmaakte van de kleine IJsseltoren.

## Gangen
Vele jaren heeft er het verhaal onder de bevolking geleefd, dat er vanuit het vroegere kasteel verschillende onderaardse gangen liepen, zelfs onder de Hollandsche IJssel door naar de overzijde van de rivier. Diverse keren is hier onderzoek naar gedaan, zoals in 1824 en in 1879. In 1879 is een officieel gemeentelijk onderzoek gestart naar de geruchten over het bestaan van de onderaardse gangen die onder de IJssel zouden lopen vanaf het Kasteel van Gouda naar de overzijde. E.e.a. ander is bekend onder de naam: Rapport van J.H. van Echten aan de commissie van toezicht onderzoek tunnel van 1879. Er werden diverse gewelven aangetroffen ook een gewelf richting de IJssel, maar geen gang onder de IJssel.
In 1937 heeft ene mevrouw N. Klein Sprokkelhorst uit Zeist, volgens haar met stelligheid, met haar wichelroede aangegeven dat er twee gangen onder de IJssel door zouden lopen. Een gang van 3 meter breed in de richting van Schoonhoven en een gang van 8 meter breed naar een boerderij aan de andere kant van de dijk van Gouderak (het voormalige rechthuis). Zij deed dit onder andere vanuit een roeiboot in aanwezigheid van enkele leden van de Commissie van Toezicht op het Museum. Hoewel het in de plaatselijk slappe bodem en in de vroege middeleeuwen technisch onhaalbaar moest zijn, kreeg zij het voordeel van de twijfel en werd later een vervolgonderzoek ingesteld. Inmiddels is duidelijk dat van aanwezigheid van dergelijke gangen geen sprake is. Wel zijn de resten van de gewelven onder het vroeger kasteel aangetroffen.

## Stripverhaal
Bij Standaard Uitgeverij is als deel 61 in de serie De Kiekeboes, een stripverhaal van Merho verschenen, onder de titel De zes sterren. Dit verhaal speelt zich gedeeltelijk af in de keldergewelven en de veronderstelde onderaardse gangen van het vroegere kasteel.
Abbenbroek · Abspoel · Adegeest · Slot Alkemade ·  Altena · Arkelsburg · Bellesteyn · Huis ten Berghe · Binckhorst · Binnenhof · Blijdestein · Te Blotinghe · Boekenburg · Boekhorst · Boshuysen · Bulgersteyn · Burcht (Leiden) · Burcht (Voorne) · Slot Capelle · Coebel · Cranenburg · Crayestein · Cronesteyn · Crooswijk · Develstein · 't Huys Dever · Dirks Steenhuis · Ter Does · Duivenstein · Duivenvoorde · Endegeest · Endepoel · Foreest · Giessenburg · Gravensteen · Groot Haesebroek · 's Heeraartsberg · Hof van Wateringen · Holy · Slot Honingen · Kasteel van de Heren van Arkel · Kasteel van Gouda · Keenenburg · Kasteel Keukenhof · Klein Poelgeest · Huis te Langerak · Langestein · Huis te Liesveld · Ter Lips · De Loo · Madeburcht · Marenburch · Meerburg · Huis te Merwede · Huis ter Mey · Kasteel van der Meye · Niemandsvriend · Noordeloos · Oud-Berendrecht · Oud-Poelgeest · Oud Teylingen · Paddenpoel · Persijn · Groot Poelgeest · Hof van Putten · Puttensteyn · Landgoed De Raephorst · Kasteel Ravesteyn · Kasteel van Rhoon · Rijnegom · Rijnenburg · Huis te Riviere · Rodenburg · Hofstad Rodenrijs · Rodenrijs · Rosenburgh · Huis Roucoop · Santhorst · Schelluinderberg · Schonenburg · Kasteel van Schoonhoven · Souburgh · Spangen · Starrenburg · Huis ter Specke · Steenvoorde · Stenevelt · Slot Teylingen · Den Toll · Torenvliet · Slot Valckesteyn · Huis ter Waard · Warmont · Ter Weer · Hof van Wena · Kasteel Westerbeek · Huis te Woude · Kasteel van IJsselmonde · 't Zand · Huis Zevender · Kasteel aan de Zevender · Zijlhof · Zonneveld · Huis Zuidwijk · Zwieten